# La Doublure
Pour plus de détails, voir Fiche technique et Distribution.
La Doublure est un film franco-italo-belge réalisé par Francis Veber, tourné en juillet 2005 et qui est sorti en salles le 29 mars 2006.
Le film a fait l'objet d'un remake américain : The Valet réalisé par Richard Wong en 2022.

## Synopsis
Un riche homme d'affaires, M. Levasseur (Daniel Auteuil), trompe sa femme avec Elena, une « top-model » (Alice Taglioni). Alors qu'ils sont ensemble dans la rue, ils sont surpris par un paparazzi. La photo publiée dans les journaux présente M. Levasseur, sa maîtresse et un passant au visage flouté. Quand sa femme demande des explications, Levasseur, pour éviter un divorce très coûteux, répond que cette fille, qu'il n'a jamais vue de sa vie, est en couple avec le passant.
Pour accréditer son mensonge, l'homme d'affaires fait contacter par son avocat le passant, François Pignon (Gad Elmaleh), un modeste voiturier, et lui offre une somme d'argent pour qu'il fasse semblant d'être en couple avec la top-model, notamment en vivant avec elle dans son petit studio. François accepte, car il veut rembourser les dettes d’Émilie (Virginie Ledoyen) qu'il veut épouser. Heureusement la cohabitation se déroule bien, ce qui va aider François dans sa relation avec Emilie. La seule ombre est la jalousie de M. Levasseur, qui envisage de quitter Elena.

## Fiche technique
- Réalisation et scénario : Francis Veber
- Photographie : Robert Fraisse
- Musique : Alexandre Desplat
- Costumes : Jacqueline Bouchard
- Production: Patrice Ledoux, Francesco Pamphili, Francis Veber (producteur associé)
- Société de production: Gaumont
- Budget : 25 320 000 €
- Pays de production :  France
- Langue originale : français
- Box-office France : 3 035 032 entrées (au 23/05/2006)
- Durée : 85 minutes
- Genre : Comédie
- Dates de sortie :
  - France, Belgique, Suisse romande : 29 mars 2006
  - Canada : 13 octobre 2006 Festival international du film de Vancouver
  - États-Unis : 20 avril 2007

### Box-office
| Pays               | Box-office        | Nbre de sem. | Classement TLT | Date  |
| Box-office mondial | 29 034 472 $      | -            | -              | -     |
| Box-office France  | 3 087 562 entrées | 14 sem.      | -              | Total |
| Box-office Paris   | 562 141 entrées   | 14 sem.      | -              | Total |
| Box-office Suisse  | 66 515 entrées    | -            | -              | Total |

## Distribution
- Gad Elmaleh : François Pignon
- Alice Taglioni : Elena Simonsen
- Daniel Auteuil : Pierre Levasseur
- Kristin Scott Thomas : Christine Levasseur
- Richard Berry : Maître Foix
- Virginie Ledoyen : Émilie
- Dany Boon : Richard
- Michel Jonasz : André Pignon, le père de François
- Michel Aumont : le médecin
- Laurent Gamelon : Paul
- Patrick Mille : Pascal
- Michèle Garcia : Louise Pignon, la mère de François
- Philippe Magnan : Berman
- Jean-Yves Chilot : Hervé
- Irina Ninova : Marie
- Philippe Beglia : le maître d'hôtel
- Noémie Lenoir : Karine
- Sandra Moreno : la secrétaire de Levasseur
- Jean-Pol Brissart : Mauricet
- Philippe Brigaud : Monsieur Hervé
- Alexandre Brik : Ken
- Thierry Humbert : le paparazzi
- Paulette Frantz : la mère de Richard
- Thierry Nenez : Perrache
- Karl Lagerfeld : lui-même